# Ekinchi
Ekinchi ibn Qochar (persan : ? ; translit. chinois : 也斤赤·伊本·火赤哈儿), décédé en 1096 ou 1097 est un chah de la dynastie perso-turque des Khwârezm-Shahs, installée au Khwarezm, en Transoxiane et en Perse, entre 1077 et 1231) et fondée par Anuş Tekin.